# Гальдр
Гальдр (др.-сканд. galdr, мн. ч. galdrar) — древнескандинавский термин для обозначения заклинания или заговора, который распевались во время определенных ритуалов. Исполнялся фальцетом как мужчинами, так и женщинами.

## Этимология
Древнескандинавское слово galdr происходит от слова gala (др.-в.-нем. и др.-англ. galan), что значит «распевное заклинание», и индоевропейского суффикса -tro. В др.-в.-нем.  использовался суффикс -stro и получилось galster.
В современных германских языках заметно влияние этого слова. Так в английском языке слово соловей (англ. nightingale) происходит от др.-сканд. næcti-galæ, что в свою очередь связано со словом giellan, наследником которого является современное английское слово yell (вопить). В современном немецком существуют слова Galsterei (колдовство) и Galsterweib (ведьма).

## Применение
Гальд сочинялся метром galdralag. По своей структуре он близок людахатту с добавлением седьмой строки. Другой его чертой является параллелизм.
Как правило, гальд исполнялся с целью облегчить роды, но также известны его использования для сведения с ума человека, откуда происходит современное шведское слово «сумасшедший» (швед. galen). Скандинавы верили, что мастер гальд мог поднимать бури, топить суда, затуплять оружие и решать исход битвы. В саге «Заклинание Гроа», вёльва Гроа распевает девять гальд, чтобы помочь своему сыну. В «Саге о Боси и Херрауде» гальды отвращают козни конунга Эстергётланда Хринга.
Гальды упомянуты в нескольких поэмах Старшей Эдды, например, в «Речи высокого», где Один заявляет, что знает 18 гальд, чтобы заклинать огонь, оружие, путы, штормы и заклинать мертвых и говорить с ними. Важное упоминание гальд встречается в «Плач Оддрун», где Боргни не могла родить, пока Оддрун не прочла сильное заклятие (здесь переведено как благое):
|  | Þær hykk mæltu þvígit fleira, gekk mild fyr kné meyju at sitja; ríkt gól Oddrún, rammt gól Oddrún bitra galdra at Borgnýju. |  | Больше ни слова они не сказали: сев рядом с девой, радея о помощи, громко запела, могуче запела Оддрун для Боргню благие заклятья. |  |

Другое упоминание — в «Поездке Скирнира», где Скирнир использует гальды, чтобы поженить Герду и Фрейра.